# Masuhiro Ueda
Masuhiro Ueda (jap. 上田 益弘, Ueda Masuhiro; * um 1930) ist ein japanischer Badmintonspieler. 

## Karriere
Masuhiro Ueda wurde 1954 nationaler Meister in Japan, wobei er im Herreneinzel erfolgreich war. Fast 50 Jahre später gewann er im Jahr 2003 bei den japanischen Badminton-Seniorenmeisterschaften in der Altersklasse O70 einen weiteren Titel.